# برزونامه
برزونامة ملحمة إيرانية، بطلها برزو بن سهراب وحفيد رستم. وهي تحوي مآثر آل سام التي أغفلتها الشاهنامه.
وتبتدئ بأبيات من الشاهنامه في قصة سهراب ثم تشرع في الحديث عن برزو. وتجعله كسهراب وجهانكير يربّى بعيدا عن أبيه، ثم يحاربه غير عارف به. ثم يأسره الإيرانيون فيعرف نسبه ويبقى في قومه الإيرانيين. وقد تجنب صاحب هذه القصة كصاحب قصة جهانكير أن ينهى قصته بالمنتهى الفاجع الذي ختمت به قصة سهراب.
وفي القصة ألف بيت، وناظمها ناكوك يزعم أنه ينقل قصته عن كتاب قديم.